# Jordi Galí
Jordi Galí, född 4 januari 1961 i Barcelona, är en spansk nationalekonom.
Galí tog 1989 en doktorsexamen (Ph.D.) vid Massachusetts Institute of Technology. Han var verksam vid Columbia University 1989–1994, vid New York University 1994–2001 (från 1999 som professor), och från 2001 som professor vid Universitat Pompeu Fabra i Barcelona.
Galí är verksam inom makroekonomi och forskar bland annat kring orsakerna bakom konjunkturcykler och kring penningpolitik. Han räknas som en företrädare för nykeynesianism.
Han är ledamot av Academia Europaea sedan 2012.